# So Wrong, It's Right
So Wrong, It's Right är det andra kompletta albumet av All Time Low som släpptes av Hopeless Records. Bandet började producera och spela in skivan 18 april 2007 med producenten Matt Squire. Albumet fick tre singlar Six Feet Under The Stars, Dear Maria, Count Me In och Poppin' Champagne. Alla dessa tre låtar har det även gjorts musikvideo åt. Dock så fick låten Poppin' Champagne ändra sitt namn till bara Poppin'  på grund av att alla i bandet var minderåriga när skivan släpptes, och att ha en alkoholdryck med i en låttitel var tydligen inte lämpligt.
Låten Remembering Sunday är vokalisten Juliet Simms från bandet Automatic Loveletter med i. I bara i sin första vecka så såldes So Wrong, It's Right i 14 200 kopior. Och fr.o.m 12 juli 2008 hade albumet sålts i lite över 105 000 kopior.

## Låtlista
1. This Is How We Do (2:29)
2. Let It Roll (3:00)
3. Six Feet Under The Stars (3:36)
4. Holly (Would You Turn Me On) (3:52)
5. The Beach (3:01)
6. Dear Maria, Count Me In (3:02)
7. Shameless (3:41)
8. Remembering Sunday (feat. Juliet Simms) (4:16)
9. Vegas (2:49)
10. Stay Awake (Dreams Only Last For A Night) (3:34)
11. Come One, Come All (3:32)
12. Poppin' (f.d. Poppin' Champagne) (3:19)